# 馬拉巴栗

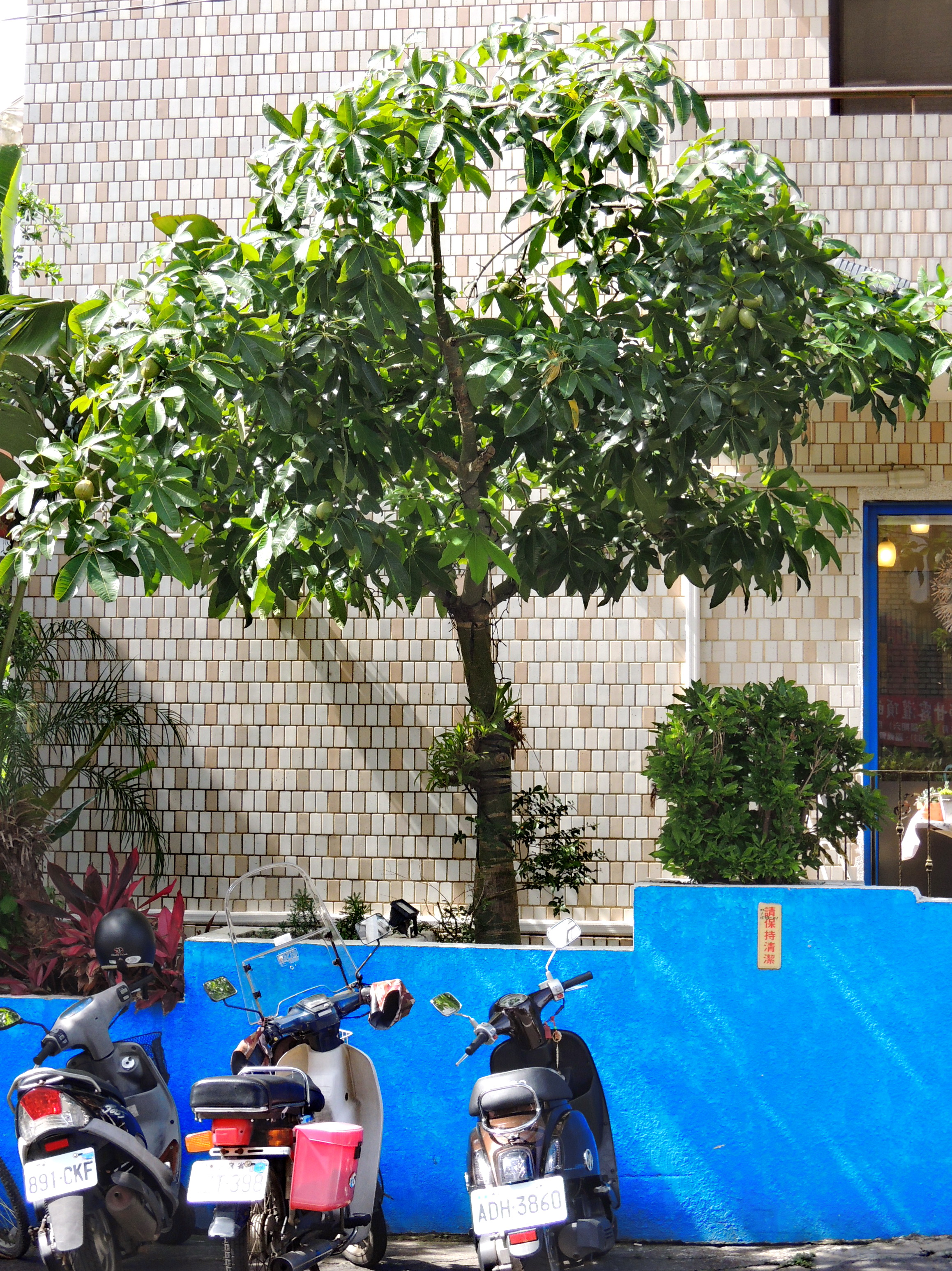
馬拉巴栗

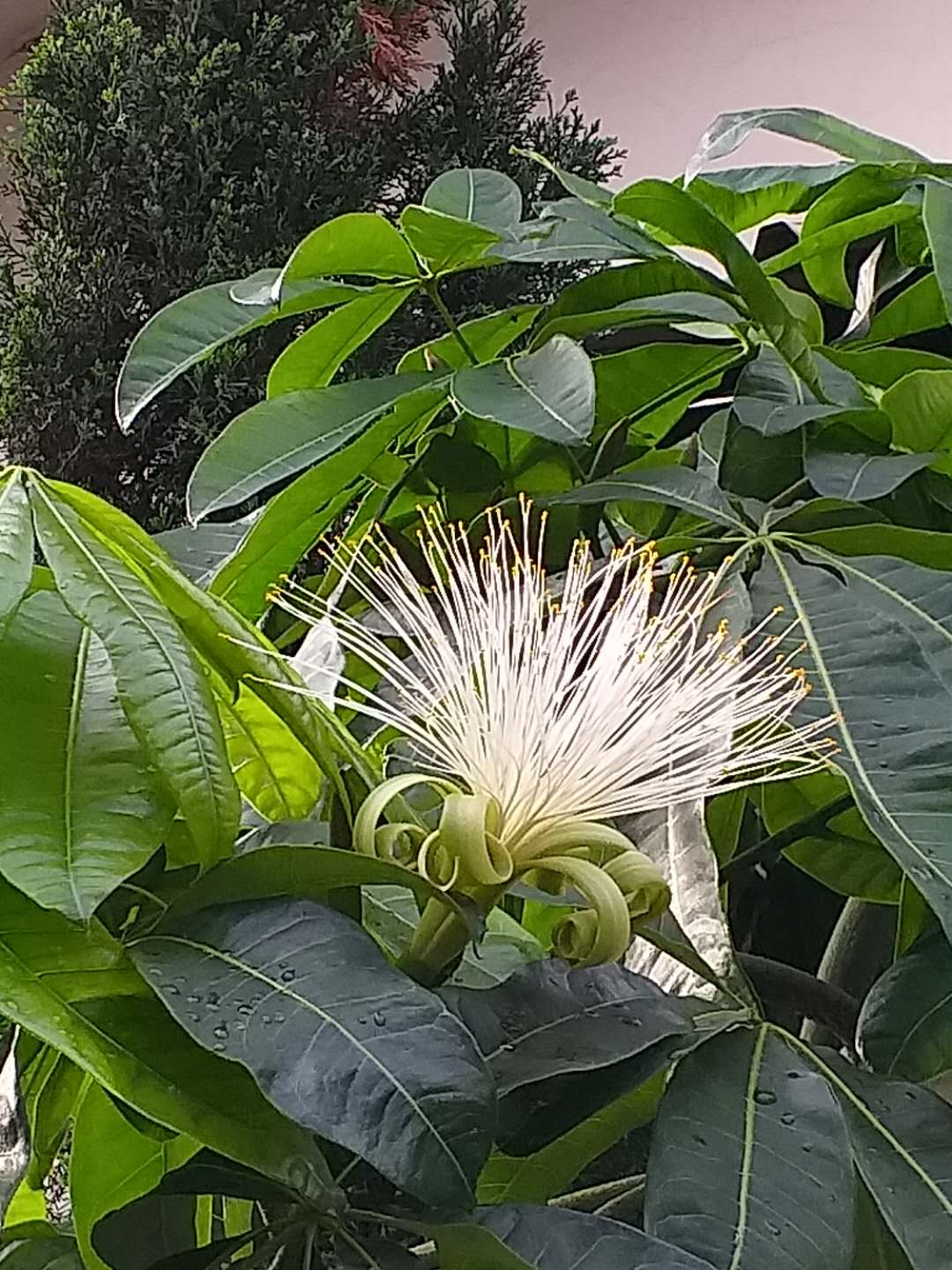
花

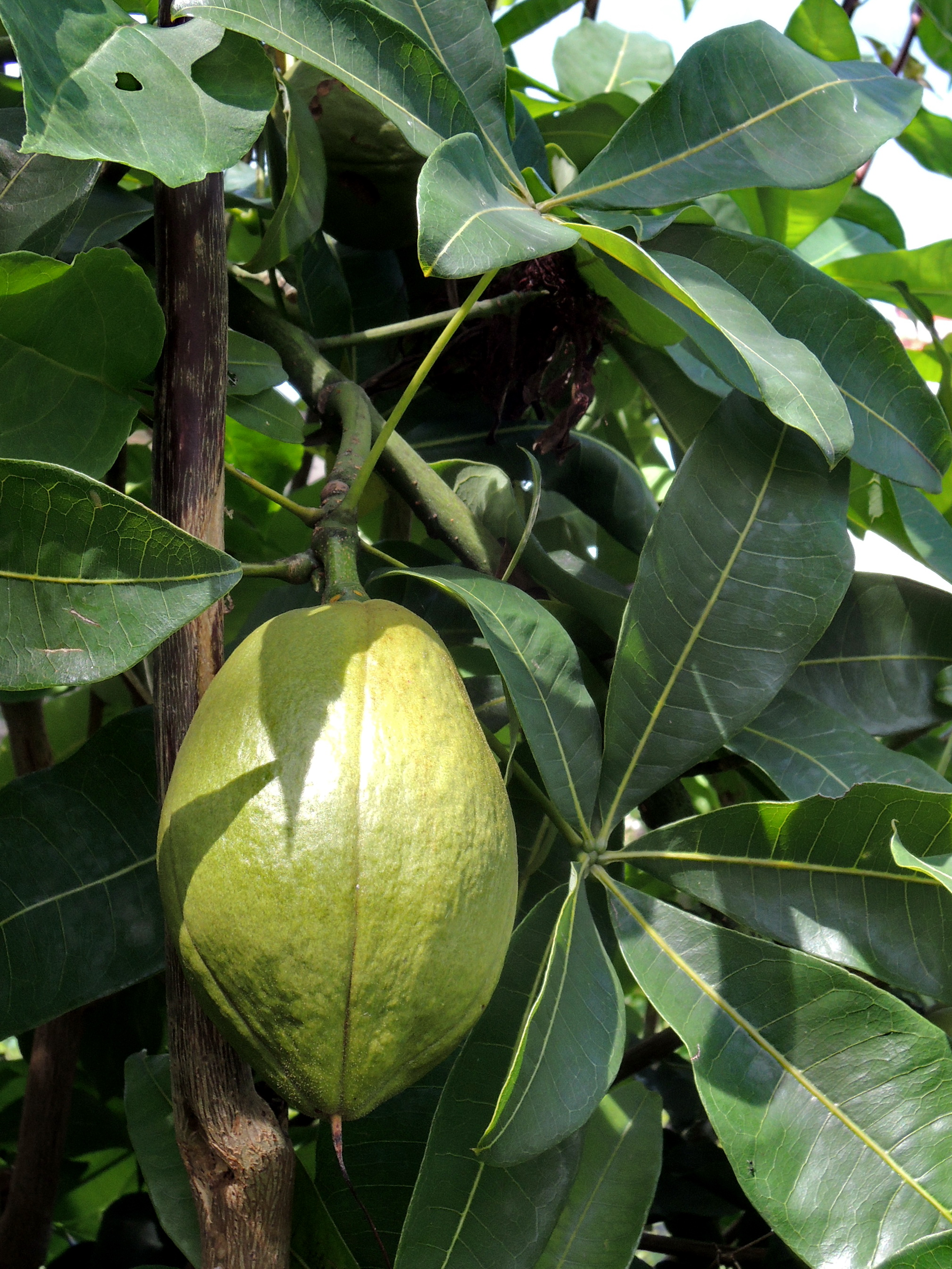
掛在馬拉巴栗樹枝上青綠色長橢圓形的果實

馬拉巴栗（學名：Pachira aquatica），又名發財樹、招財樹、錢樹、美國花生、光瓜栗、瓜栗，属锦葵科瓜栗属的一种植物。中文名稱由Malabar chestnut音譯而來，一般認為Pachira這個屬名取自圭亚那語; 種小名aquatica的意思是「水中的」。馬拉巴栗原産於中美洲及南美洲。

## 形态
常绿乔木，树皮为绿色，干基部常膨大。掌状复叶，长椭圆形至狭倒卵形小叶5～9枚，革质有光泽。花絲黄白色。蒴果有褐色附屬物，长10～30厘米; 种子褐色，直径1～2厘米。

## 用途
作为室内觀葉植物。種子煮熟後可食用，其味如花生。樹幹可製成紙及漿糊。南韓農業當局每天進行8小時的觀測，發現馬拉巴栗能減少一半以上細懸浮微粒。從南韓官方文稿的圖片可以看出這裡觀測的實際上是近似種P. glabra 。

## 文化

### 在各國的角色
在日本，馬拉巴栗作為觀賞植物般培植已有很長歷史，但未受普及。
在各地P. glabra都常被錯誤的鑑定成本種，台灣稱呼的「馬拉巴栗」和「發財樹」也皆不是指稱本種。1986年韋恩颱風來襲時王清富所出售的物種就是該近似種光瓜栗(Pachira glabra)，目前市面上以及出口的物種絕大多數也都是光瓜栗，可以說是沒有本種的存在。
P. glabra與本種的差別在於其蒴果較小且表皮為綠色，花絲則是白色(本種的花絲接近桃紅色)。
在1986年，恰逢韋恩颱風來襲，台灣的貨櫃車司機王清富無法出車，待在家中幫從事美髮工作的太太陳美華編辮子。一時突發奇想，隨手把五棵馬拉巴栗種在同一盆子，並把它們的枝幹屈曲成辮子狀，改名為「發財樹」出售。這種紮枝的方法傳至日本，隨即受到熱烈的歡迎，此後成為東南亞最普遍的觀賞植物之一。在中國這種植物象徵著財運，故很多經營商店的店主都在店內種植一棵，有時候更在樹枝上綁上紅絲帶等不同的妝飾。馬拉巴栗在台灣有很重要的經濟地位，在2005年的出口收入達2億5千萬新台幣。（上述第二段乃至第四段文字以及本頁之附圖所說的馬拉巴栗皆是Pachira glabra）